# Томмі Свенссон
То́ммі Све́нссон (швед. Tommy Svensson, * 4 березня 1945) — шведський футбольний тренер і колишній гравець. Син Стіга Свенссона і дядько Йоахіма Бйорклунда, відомих шведських футболістів.
Томмі Свенссон грав за шведські клуби «Естерс» і «Векше» і бельгійський «Стандарт Льєж». Володар шведського «Золотого м'яча» 1969 року; в 1970 році в складі збірної Швеції брав участь в Чемпіонаті світу.
По закінченні кар'єри гравця Свенссон став тренером клубу «Естерс»; пізніше він дуже вдало тренував норвезький клуб «Тромсе», а в 1991 році був призначений головним тренером шведської збірної. На Чемпіонаті Європи 1992 року, який проходив у Швеції, він вивів команду до півфіналу. Під його керівництвом збірна вдало відіграла кваліфікаційний раунд Чемпіонату світу 1994 року, а його в фінальній частині посіла третє місце. Томмі Свенссон продовжував тренувати шведську збірну до 1997 року, коли його змінив Томмі Содерберг. Після цього він працював футбольним коментатором на телебаченні, а також деякий час знову тренував норвезький «Тромсе».

## Титули і досягнення
Гравець
- Чемпіон Швеції: 1968

Тренер
- Чемпіон Швеції: 1978, 1980, 1981
- Володар Кубка Швеції: 1976-77
- Бронзовий призер чемпіонату світу: 1994